# Bogdan Czajkowski
Bogdan Marian Czajkowski (ur. 2 lutego 1949 w Toruniu) – reżyser teatralny i filmowy, publicysta i literat, magister inżynier elektronik, działacz niepodległościowej opozycji antykomunistycznej.

## Życiorys i działalność zawodowa
Ukończył IV Liceum Ogólnokształcące im. Tadeusza Kościuszki w Toruniu (1966), a wcześniej także szkołę muzyczną w Toruniu. W 1974 – mimo dwukrotnego usuwania go ze studiów (z powodów politycznych) – ukończył studia na Wydziale Elektroniki Politechniki Warszawskiej. Pracę dyplomową (ocenioną z wyróżnieniem) przygotował pod kierunkiem (uznawanego przez wielu za wybitnego) polskiego specjalisty w dziedzinie akustyki architektonicznej (projektanta wielu sal koncertowych w Polsce), doc. dr. hab. inż. Witolda Straszewicza (1919–1998). Miał u niego kontynuować pracę naukową (na uczelni), co uniemożliwił Komitet Uczelniany PZPR, nie wyrażając na to zgody.
W latach 1974–1976 pracował w strukturach tak zwanego Radiokomitetu: w Centralnym Ośrodku Badawczo-Rozwojowym Radia i Telewizji, a następnie w Ośrodku Doskonalenia Zawodowego Radia i Telewizji - jednostce noszącej obecnie nazwę Akademia Telewizyjna, gdzie nadzorował pracę (i szkolił) realizatorów dźwięku. Zajmował się również szkoleniem dziennikarzy, na najnowocześniejszym wówczas sprzęcie telewizyjnym i radiowym. W listopadzie 1976 został usunięty z pracy, na żądanie rezydentury SB w Radiokomitecie.
W latach 1977–1978 był kierownikiem pracowni akustycznej w Teatrze Polskim w Warszawie, gdzie zaprojektował i zrealizował – nieznany dotąd na świecie – system nagłośnienia widowni spod podłogi, który zapewniał „bezkierunkowość” dźwięku (zwłaszcza muzyki teatralnej). System uniemożliwiający widzowi lokalizację źródła dźwięku (głośników) stwarzał złudzenie, że to „sala gra muzykę”, zaś odbiorca znajduje się w jej środku.
Równocześnie, w 1977, rozpoczął studia na Wydziale Reżyserii Dramatu w Państwowej Wyższej Szkole Teatralnej im. A. Zelwerowicza w Warszawie, które ukończył w 1981.
Reżyserował w teatrach dramatycznych i muzycznych w Polsce i za granicą (m.in. w Anglii) oraz w teatrze telewizji, w latach 80. i 90. i później. Reżyserował także patriotyczne koncerty słowno-muzyczne. W 1981 na osobiste zaproszenie dyrektora Tadeusza Łomnickiego współpracował też z Romanem Polańskim przy realizacji „Amadeusza” w Teatrze na Woli (z udziałem Tadeusza Łomnickiego w roli Salieriego). W dorobku ma też filmy dokumentalne (w tym wyróżniony na Międzynarodowym Festiwalu Filmów Krótkometrażowych w Krakowie w 1991) oraz reklamowe (w tym wyróżniony na Festiwalu Crack Film w Krakowie w 1991).
W latach 2006–2013 przebywał na emigracji w Australii. Tam zrealizował – na zlecenie IPN, zgodne z jego pasją historyczną – projekt badawczy wśród polskiej emigracji (zwłaszcza powojennej oraz „solidarnościowej”) na terenie Australii i Nowej Zelandii. Na wynik tych badań złożyło się ponad pięćdziesiąt sfilmowanych obszernych relacji Polonusów, w większości ofiar kolejnych sowieckich wywózek z okupowanej Polski (w latach 1940 i 1941), a także ponad tysiąc oryginałów lub kopii dokumentów i zapisków archiwalnych. Jego staraniem udało się odtajnić nowozelandzkie archiwum rządowe dotyczące dzieci z Pahiatua, czyli sierot po sowieckich wywózkach, uratowanych przez armię gen. Władysława Andersa. Archiwum to skopiował i przywiózł do Polski.
W 2010 uzyskał Advanced Diploma of Business, na podyplomowych studiach zarządzania, w Kaplan International College w Sydney.
Jest autorem sztuk teatralnych, wystawionych w Polsce oraz libretta musicalu Król w Kraju Rozkoszy (do muzyki Macieja Małeckiego), jak również tekstów piosenek, wierszy dla dzieci oraz przekładów poezji Bułata Okudżawy. Scenograf i publicysta: projektował scenografię dla niektórych swoich przedstawień a jako publicysta ma w swoim dorobku ponad 200 publikacji wydanych w tak zwanym drugim obiegu oraz po 1989.

## Działalność opozycyjna i publiczna
Był jednym z organizatorów oraz przewodniczącym komitetu strajkowego na Politechnice Warszawskiej, podczas wydarzeń marca 1968 Jak wynika z ustaleń IPN, był to największy studencki strajk okupacyjny w całej historii PRL. Po tych wydarzeniach przez siedem lat poddawany był rozpracowaniu operacyjnemu przez Służbę Bezpieczeństwa, a także dwukrotnie usuwano go ze studiów, zanim je ukończył.
W latach 1969–1971 był założycielem i kierownikiem Klubu Studentów PW „Remiza” (przy ulicy Księcia Janusza), który zdobył – za rok 1970 – prestiżową nagrodę „Czerwonej Róży”, dla najlepszego klubu studenckiego w Polsce. W ramach klubu działał własny teatr studencki, kabaret i zespół rockowy oraz miały miejsce liczne koncerty muzyki klasycznej i rockowej (na żywo) oraz spotkania dyskusyjne i projekcje filmowe. Wystąpili w nim laureaci VIII Międzynarodowego Konkursu Pianistycznego im. Fryderyka Chopina (wśród nich Garrick Ohlsson), grając na zwykłym pianinie marki Calisia. Klub stał się głośny, co sprowokowało Komitet Uczelniany PZPR do żądania, aby upartyjnione władze Zrzeszenia Studentów Polskich usunęły Bogdana Czajkowskiego z funkcji kierownika klubu, co nastąpiło w 1971. Wywołało to bunt środowiska studenckiego PW, który stał się przyczyną kolejnej próby usunięcia Czajkowskiego ze studiów.
Po wprowadzeniu stanu wojennego działał w konspiracji, współpracując z prasą podziemną. Jego mieszkanie (na warszawskim Gocławiu) służyło jako lokal konspiracyjny Tygodnika Mazowsze – spotykała się w nim jego redakcja na swoje dwudniowe posiedzenia.
W czerwcu 1986 został zatrzymany na ulicy, po wyjściu z Klubu Aktora (przy Alejach Ujazdowskich), i na komisariacie przy ul. Wilczej ciężko pobity przez funkcjonariuszy Milicji Obywatelskiej i Służby Bezpieczeństwa, co miało bezpośredni związek z publicznym wygłaszaniem dowcipów o Jerzym Urbanie (tenże przez wiele miesięcy przychodził do klubu je wysłuchiwać).
Wiosną 1988 był pomysłodawcą i organizatorem „bezdebitowego” zjazdu młodych reżyserów (ostatnich dziesięciu roczników reżyserii w warszawskiej i krakowskiej PWST), którego celem było powołanie niezależnego stowarzyszenia reżyserów. Zjazd – który stał się obiektem zainteresowania SB – odbył się w maju 1988, w gmachu warszawskiej PWST. W drugim etapie tej inicjatywy doszło do zwołania, wbrew sprzeciwom Kazimierza Dejmka (ówczesnego szefa Związku Artystów Scen Polskich), ogólnopolskiego zjazdu polskich reżyserów. Zjazd odbył się we wrześniu 1988 i wzięło w nim udział około 250 osób, w tym wielu utytułowanych artystów. Zażądano na nim od władz ZASP-u „rozliczenia się” z działań w okresie stanu wojennego. Wobec aroganckiej postawy Kazimierza Dejmka – odmówił on spełnienia żądania i opuścił obrady – Czajkowski zgłosił wniosek powołania nowego stowarzyszenia zawodowego reżyserów. Wniosek został poparty publicznie przez Andrzeja Wajdę i przyjęty przez zgromadzenie. Zjazdowi towarzyszyły liczne ekipy telewizyjne, radiowe i prasowe, jednak po jego zakończeniu władze komunistyczne nałożyły na to wydarzenie tak zwany zapis, wskutek czego w mediach nie ukazały się o nim żadne informacje. Opinia publiczna dowiedziała się o tym zjeździe, z radia Radia Wolna Europa, dopiero w październiku 1988, z obszernego wywiadu na temat sytuacji w polskim teatrze, którego udzielił Bogdan Czajkowski.
Jako przeciwnik tak zwanej grubej kreski, został jednym z autorów telewizyjnej kampanii wyborczej Lecha Wałęsy (w 1990), który obiecywał wyborcom skończyć z tą polityką. Był pomysłodawcą i autorem postaci Siekierki, zwalczającej „grubą kreskę” w animowanych spotach wyborczych przez niego wyreżyserowanych. W 1991 był szefem telewizyjnej kampanii wyborczej Porozumienia Centrum.
W październiku 2016 Bogdan Czajkowski awansował do czwórki finalistów konkursu na prezesa TVP, który wygrał Jacek Kurski. Później złożył w Prokuraturze Okręgowej w Warszawie wniosek o zbadanie okoliczności przeprowadzenia konkursu, gdyż Kurski spóźnił się ze złożeniem oferty (czego był świadkiem), lecz prokuratura odmówiła zajęcia się sprawą. Decyzję tę uchylił Sąd Rejonowy dla Warszawy-Śródmieścia i nakazał wszczęcie dochodzenia.
Bogdan Czajkowski jest przeciwnikiem traktatu reformującego Unię Europejską.
Wszedł w skład komitetu wspierającego kandydaturę Karola Nawrockiego na prezydenta RP w wyborach w 2025.

## Zwrot odznaczenia
6 marca 2008 w Pałacu Prezydenckim, podczas uroczystości związanych z obchodami 40. rocznicy tak zwanych wydarzeń marcowych, jako jedyny ze zgromadzonych odmówił przyjęcia Krzyża Oficerskiego Orderu Odrodzenia Polski z rąk prezydenta Lecha Kaczyńskiego. Całe wydarzenie było transmitowane przez telewizję. Swoją decyzję o publicznym odrzuceniu orderu Bogdan Czajkowski motywował tym, że władze odmówiły rozpisania referendum w sprawie przyjęcia traktatu lizbońskiego. Jednocześnie zaznaczył, iż jego odmowa nie jest protestem adresowanym osobiście do prezydenta, lecz protestem przeciw „elitom, które zdradziły Polskę”.
Pod wpływem tragicznej śmierci prezydenta Kaczyńskiego pod Smoleńskiem zdecydował się przyjąć nadany mu wcześniej order, chcąc w ten sposób oddać pośmiertny szacunek jego osobie (ponieważ w latach 2006–2013 przebywał na emigracji w Australii, odznaczenie to odebrał w jego imieniu brat, 11 listopada 2010, z rąk wojewody kujawsko-pomorskiego).
Otrzymany order zwrócił 6 listopada 2018, na ręce prezydenta Andrzeja Dudy, w proteście wobec licznych „szkodliwych dla Polski działań i zaniechań” prezydenta, które wyliczył w swoim publicznym oświadczeniu.